# Suikinkutsu

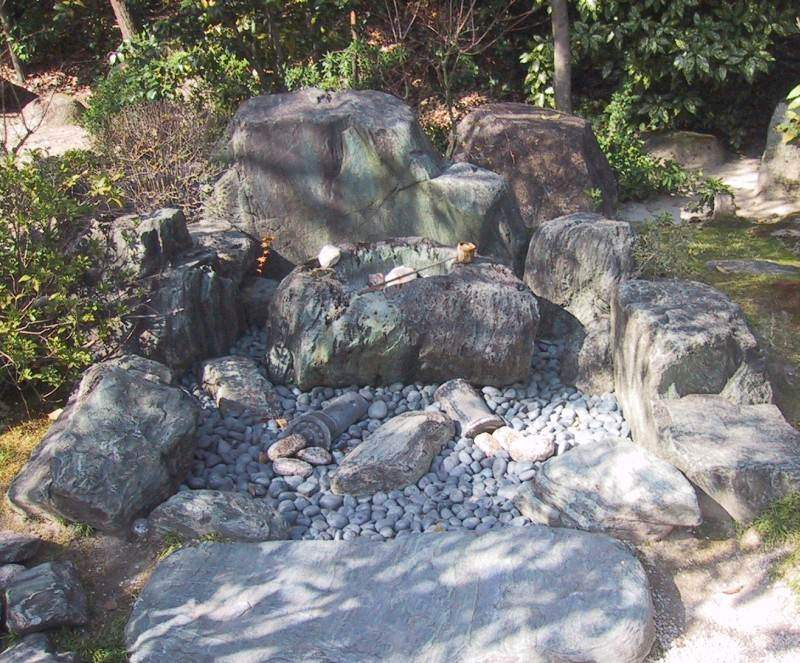
Dvojitý suikinkutsu v zahradě japonského hradu Iwasaki (Nisshin).

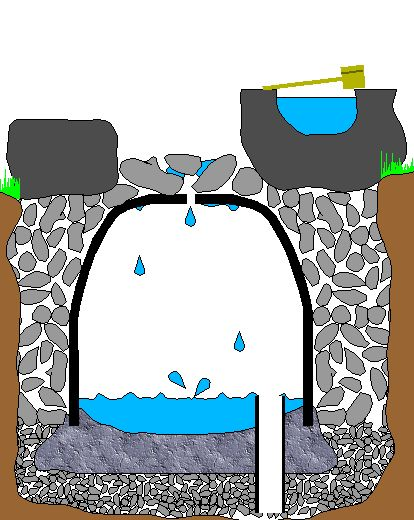
Příčný řez suikinkutsu.

Suikinkutsu (水琴窟 dosl. vodní jeskynní koto, či volněji přeloženo podzemní vodní citera) je japonský zahradní ozdobný předmět a hudební nástroj původem ze sedmnáctého století. Skládá se z do země zakopané obrácené keramické nádoby s malým otvorem v horní části, ze kterého také vychází zvuk nahoru k posluchači. Voda tímto otvorem pomalu proudí do malé kaluže vody utvořené v podzemí na dně nádoby a tím vytváří příjemný zvuk, který uvnitř rezonuje. Zvuk je vzdáleně podobný zvonu či japonské citeře koto (odtud japonský název) a působí uklidňujícím, meditativním dojmem.